# Pitkäsaari (ö i Finland, Kymmenedalen, Kouvola, lat 60,93, long 26,74)
Pitkäsaari är en ö i Finland. Den ligger i utloppet av Jokelanjoki i sjön Lappalanjärvi och i kommunen Kouvola i landskapet Kymmenedalen, i den södra delen av landet, 130 km nordost om Helsingfors.

## Klimat
Trakten ingår i den hemiboreala klimatzonen. Årsmedeltemperaturen i trakten är 1 °C. Den varmaste månaden är juli, då medeltemperaturen är 17 °C, och den kallaste är december, med −11 °C.